# Strehaia
Strehaia (rumænsk udtale: [streˈhaja]) er en by i distriktet Mehedinţi i Oltenien, Rumænien. Den ligger ved Motru-floden, i den østlige del af distriktet. Skovene i nærheden er hjemsted for de største kolonier  af græsk landskildpadde i Oltenien.
Byen administrerer ni landsbyer: Ciochiuța, Comanda, Hurducești, Lunca Banului, Menți, Motruleni, Slătinicu Mare, Slătinicu Mic, og Stăncești.
Byen ligger 48 km øst for amtsbyen, Drobeta-Turnu Severin, og 25 km vest for Filiași, på den europavej E70.
Byen har 9.059 (2021) indbyggere.

## Historie
Strehaia blev første gang nævnt i dokumenter fra det 15. århundrede. Som en alternativ beliggenhed som residens for de olteniske Bans (adelstitel) var byen stadig en del  af Banatet; den havde erstattet Severin på grund af hyppige Osmanniske-angreb, og blev til gengæld erstattet af Craiova, der fortsat er en overvejende landlig lokalitet.